# Konstantin Dukas Porphyrogennetos
Konstantin Dukas Porphyrogennetos (griechisch Κωνσταντῖνος Δούκας Πορφυρογέννητος; * um 1074, † 12. August 1095/1097) war von ca. 1074 bis 1078 und von 1081 bis 1087/1088 byzantinischer Mitkaiser.

## Herkunft
Konstantin stammte aus der byzantinischen Adelsfamilie der Dukas, die zu den ältesten des Reiches zählte und aus der zwei Kaiser des Byzantinischen Reiches hervorgegangen waren: Konstantin X. (1059–1067) und Michael VII. (1071–1078).
Konstantins Vater, Michael VII. Dukas (* ca. 1050; † 1090), Sohn des Kaisers Konstantin X., ist von 1071 bis 1078 Kaiser gewesen.
Seine Mutter, Maria von Alanien, stammte aus dem Haus der georgischen Bagratiden und war eine Tochter von Bagrat IV., König von Georgien (1027–1072). Sie heiratete in zweiter Ehe den byzantinischen Kaiser Nikephoros Botaneiates. Der Geschichtsschreiber Michael Psellos bezeugt in seiner „Chronographia“ die Herkunft Konstantins. Er berichtet, dass er Konstantin, den Sohn des Kaisers Michael Dukas, als kleines Baby gesehen habe.

## Leben

### Thronfolger und Mitkaiser
Konstantin Dukas wurde 3 Jahre nach der Thronbesteigung seines Vaters in der Porphyra des Großen Palastes in Konstantinopel, in der traditionell die kaiserlichen Kinder zur Welt kamen, geboren. Er trug daher, ebenso wie sein Onkel Konstantios Dukas, den Beinamen Porphyrogénnētos (Purpurgeborener). Er war der einzige Sohn seines Vaters und somit dessen designierter Nachfolger auf dem Thron und wurde bald nach seiner Geburt im Jahr 1074 zum Mitkaiser erhoben.
Kurz nach seiner Geburt wurde Konstantin zum Objekt kaiserlicher Außenpolitik: Im Jahr 1074 verlobte man ihn mit Helena oder Olympias von Hauteville, der Tochter von Robert von Hauteville, genannt Guiscard (der Fuchs). Dieser normannische Adelige hatte es im Jahr 1057 mit List und Gewalt vom Söldnerführer zum Grafen und 1059 sogar zum Herzog von Apulien und Kalabrien geschafft und war – nach Kämpfen gegen Kaiser und Papst – schließlich Lehensmann des Papstes geworden. Er eroberte 1071 Bari, den letzten byzantinischen Stützpunkt in Italien, und machte dadurch deutlich, dass er keine Bedenken hatte, sich auf einen Krieg mit Byzanz einzulassen. Indem er nun die Verlobung seiner Tochter mit dem Kronprinzen Konstantin durchsetzte, signalisierte er, dass seine Ambitionen über Italien hinausreichten und darauf gerichtet waren, selbst das geschwächte Byzantinische Reich unter seine Kontrolle zu bringen.
Konstantins Chancen auf eine Thronfolge wurden jedoch durch eine Reihe von Umständen geschmälert:
Die Regierung Michaels VII. war alles andere als populär: Nicht zuletzt wegen des Einflusses seines Erziehers, des gelehrten Michael Psellos, lagen seine Interessen vor allem auf geistigem Gebiet. Er umgab sich mit inkompetenten Höflingen und überließ die Verwaltung des Reiches ganz seinem Finanzminister Nikephoritzes, der die Streitkräfte vernachlässigte und zur Deckung der steigenden Ausgaben des Hofes für Luxusgüter massive Steuererhöhungen verfügte. Dass Getreide unter staatlichem Monopol mittels Verkleinerung der Menge auf das Maß überteuert verkauft wurde, trug dem Kaiser den wenig schmeichelhaften Beinamen „Parapinakes“ (ein Viertel weniger) ein. Die Wirtschaftspolitik war insbesondere für die militärische Schwäche des Reiches verantwortlich, die die Eroberung Kleinasiens durch die Türken beschleunigte.
Die große Unzufriedenheit der Bevölkerung nutzten ambitionierte Generäle, sich selbst zum Kaiser ausrufen zu lassen. Schon im Jahr von Konstantins Geburt war sein Vater gezwungen, sich gegen den eigenen Onkel, den Kaisar Johannes Dukas zu wehren, der von rebellierenden normannischen Söldnertruppen zum Gegenkaiser erklärt worden war. Nur mit Hilfe türkischer Truppen konnte der Aufstand niedergeworfen und Johannes Dukas gefangen genommen werden. Als Gegenleistung für die Unterstützung musste Michael VII. die Eroberungen der Seldschuken in Anatolien anerkennen.
In Konstantinopel stieß diese Entwicklung sowie die massive Geldentwertung im Lande auf Ablehnung. Es kam daher 1078 zum Auftritt weiterer Thronprätendenten. Nikephoros Bryennios ließ sich vom Balkan aus von seinen Truppen zum Kaiser ausrufen und Nikephoros Botaneiates tat Gleiches in Anatolien. Im Kampf zwischen den beiden Rivalen gaben neuerlich türkische Truppen den Ausschlag. Botaneiates, der sich schon am 7. Januar 1078 zum Kaiser hatte erklären lassen, versicherte sich der Unterstützung von Suleiman ibn Kutalmiş, dem Gründer des Sultanats der Rum-Seldschuken in Anatolien und konnte so am 24. März 1078 als Erster Konstantinopel erreichen. Dort zwang er Michael VII. zur Abdankung, dieser kapitulierte nahezu kampflos und zog sich ins Studionkloster in Konstantinopel zurück. Noch am selben Tag ließ Botaneiates sich vom Patriarchen Kosmas I. von Konstantinopel als Nikephoros III. zum Kaiser des Byzantinischen Reiches krönen. Mit Hilfe seines Generals, Alexios Komnenos, konnte er Nikephoros Bryennios und andere Rivalen besiegen, nicht jedoch die Seldschuken, die weite Teile Kleinasiens eroberten.
Konstantin wäre nach der Abdankung seines Vaters der natürliche Thronfolger gewesen. Da er aber erst vier Jahre alt war, hatte sich sein Vater entschieden, dem eigenen jüngeren Bruder, Konstantios, die Nachfolge zu übertragen. Dieser wurde so zum designierten Kaiser. Konstantin verlor damit auch seinen Rang als Mitkaiser. Konstantios aber musste sich dem Nikephoros Botaneiates ergeben und wurde von diesem auf die Prinzeninseln verbannt und gezwungen, Mönch zu werden.

### Kaiserlicher Stiefsohn unter Nikephoros III.
Nikephoros war dennoch bemüht, seine Macht durch eine eheliche Verbindung mit dem Hause Dukas zu legitimieren. Schon 1067 hatte er sich um Eudokia Makrembolitissa, die Witwe seines Großvaters, des eben verstorbenen Kaisers Konstantin X. bemüht, die sich jedoch mit dem General Romanos Diogenes vermählte, der 1068 als Romanos IV. Diogenes zum Kaiser gekrönt wurde und von 1068 bis 1071 das Byzantinische Reich beherrschte.
Nachdem ein weiterer Versuch einer Ehe mit Eudokia Makrembolitissa – nach dem Tod von Romanos IV. zum zweiten Mal Witwe geworden – gescheitert war, heiratete Nikephoros 1078 die Mutter Konstantins, Maria von Alanien – im Widerspruch zu kanonischen Vorschriften, da ihr Ehemann, der abgedankte Kaiser Michael VII. Dukas, noch lebte. Vergeblich versuchte diese bei ihrer Eheschließung von Nikephoros die Thronfolge ihres Sohnes zugesichert zu bekommen. Dieser designierte stattdessen seinen Neffen Nikephoros Synadenos als Nachfolger.
Robert Guiskard, der mächtigste Fürst Süditaliens, sah seinen Plan, über seinen Schwiegersohn Konstantin Byzanz zu kontrollieren, in Gefahr. Er erklärte daher dem Byzantinischen Reich unter dem Vorwand, die Rechte des Thronfolgers Konstantin gegen den Usurpator Nikephoros zu verteidigen, den Krieg.
Für die Abwehr der drohenden Invasion der Normannen ernannte Nikephoros den General Alexios Komnenos, der sich schon bei der Unterdrückung der Aufstände ausgezeichnet hatte, zum Oberkommandierenden der Armee. Doch Alexios, Neffe des Kaisers Isaak I. Komnenos, trachtete selbst nach der Kaiserkrone. Die Widersacher von Nikephoros – insbesondere die Fraktion des Hofadels, die die Familie Dukas unterstützte – sahen darin eine Chance, den ungeliebten Kaiser zu entmachten.
Die Verschwörung zu dessen Sturz ging von zwei Damen aus, die ein gemeinsames Interesse – den Sturz Nikephoros’ – aber gegensätzliche Ziele hatten:
Die eine, Maria von Alanien, die Mutter Konstantins, war beteiligt, da sie ihrem Sohn die Nachfolge auf den Thron sichern wollte. In der Hoffnung auf seine Thronfolge hatte sie seinen Erzieher, den als Philosophen bekannten Theophylakt von Ohrid beauftragt, für Konstantin einen Leitfaden „Die Erziehung von Fürsten“ zu verfassen. Als Belohnung wurde Theophylakt 1078 zum Erzbischof im kürzlich von den Bulgaren zurückeroberten Ohrid ernannt. Eine schwierige Aufgabe, die er mit so großem Erfolg meisterte, dass ihn die Orthodoxen Kirchen von Griechenland, Serbien, Bulgarien und Russland als Heiligen verehren.
Die treibende Kraft war hingegen Anna Dalassene – eine der bedeutendsten politischen Frauen der byzantinischen Geschichte – die jedoch danach trachtete, ihrem eigenen Sohn – dem General Alexios Komnenos – die Nachfolge auf den Thron zu sichern. Bereits 1077 hatte sie begonnen, dies vorzubereiten. Sie erkannte rasch, dass hierfür die Unterstützung des Hauses der Dukai unumgänglich war, weshalb sie sich die Hilfe des Kaisars Johannes Dukas, des Großonkels von Konstantin, sicherte, der als Senior des Hauses agierte, indem sie 1077 die Verlobung und 1078 die Ehe zwischen dessen Enkelin, Irene Dukaina und ihrem Sohn Alexios Komnenos arrangierte.
Die Details der Intrige, die Anna Dalassene inszenierte, um Nikephoros III. um den Thron zu bringen, sind dem Geschichtswerk „Alexiade“ der Anna Komnene zu entnehmen, die als Tochter des späteren Kaisers Alexios I. Komnenos bestens informiert war. Es gelang Anna Dalassene jedenfalls, den Verdacht des Kaisers Nikephoros III. bezüglich einer Verschwörung zu seinem Sturz so lange zu zerstreuen, bis ihre Söhne Isaak und Alexios Komnenos am 1. April 1081 mit ihren siegreichen Truppen in Konstantinopel einmarschierten. Kaiser Nikephoros III., dem es mangels Freunden auch nicht gelang, seine früheren Gegner, wie den General Nikephoros Melissenos oder die Seldschuken für seine Sache zu gewinnen, war gezwungen, abzudanken und ins Kloster zu gehen.
Konstantin wurde dabei zwar von seinem Stiefvater befreit, kam aber dadurch der Krone nicht viel näher, da sich Alexios Komnenos am 4. April 1081 als Alexios I. Komnenos zum Kaiser des Byzantinischen Reiches krönen ließ.

### Mitkaiser und Kronprinz unter Alexios I.
Auf Grund der engen Beziehung von Kaiser Alexios I. zu Maria von Alanien, der Mutter Konstantins, wurde dieser von Alexios I. 1081 zum Mitkaiser und zum Erben des Reiches ernannt. Er durfte daher alle offiziellen Dokumente, die Alexios erließ, neben diesem unterschreiben und begleitete ihn bei offiziellen Anlässen. Der älteste Neffe des Kaisers, Johannes Komnenos, machte ihm allerdings die Position als präsumtiver Thronfolger streitig. Kurz nachdem die älteste Tochter des Kaisers, die „purpurgeborene“ Anna Komnene – die spätere Geschichtsschreiberin – am 2. Dezember 1083 geboren war, wurde sie mit Konstantin verlobt, was seine Stellung als Kronprinz weiter unterstrich. Anna übersiedelte daraufhin – als Kleinkind – zu Konstantin und seiner Mutter in den Mangana-Palast. Viele Jahre später beschrieb Anna Komnene in der Alexiade ihren damals neunjährigen Verlobten als „sehr schönes Kind“.

### Zurücksetzung und Tod
Bald darauf ergab sich jedoch für Konstantin eine wesentliche Verschlechterung der Lage, die schließlich jede Hoffnung auf die Nachfolge auf den Thron seines Vaters und Großvaters zunichtemachte. Im Jahr 1087 wurde Kaiser Alexios I. von seiner Frau Irene Dukaina, der Cousine Konstantins, der erste Sohn geboren, wodurch sich für Alexios die Perspektive einer Dynastie seiner eigenen Nachkommen ergab.
Angesichts der neuen Lage brach Alexios I. die wohl mehr als freundschaftlichen Beziehungen zu Konstantins Mutter, Maria von Alanien ab, entzog ihr den kaiserlichen Titel und veranlasste ihre Einweisung in ein Kloster. Zugleich löste Alexios I. die Verlobung seiner Tochter Anna Komnene mit Konstantin und entzog ihm 1088 den Status eines Mitkaisers. Im Jahr 1092 ernannte er seinen eigenen Sohn Kaloioannes (der schöne Johannes) – später Kaiser Johannes II. Komnenos – zum Mitkaiser.
Konstantin verlor dadurch zwar jede Chance auf die Thronfolge, fand sich jedoch damit ab, zog sich auf seine Güter bei Serres in Zentralmakedonien, Griechenland zurück, blieb aber mit der kaiserlichen Familie in gutem Einvernehmen. Dies zeigt sich daran, dass er während des Feldzuges, den Kaiser Alexios 1094 gegen den Serbenfürsten Vukan führte, den Kaiser auf eigene Kosten verpflegte. Auch widerstand er später der Versuchung, sich an einem Aufstand gegen Alexios zu beteiligen.
Er verstarb auf seinen Gütern 1095/97 als Letzter der kaiserlichen Linie des Hauses Dukas.

## Familie
Konstantin Dukas Porphyrogennetos war zweimal verlobt:
1. im August 1074 mit Olympia/Helena von Hauteville, getrennt 1078. Sie war eine Tochter von Robert Guiskard, Herzog von Apulien und Kalabrien (1057–1085) aus dessen zweiter Ehe mit Sichelgaita von Salerno.
2. 1084 mit Anna Komnene Dukaina Porphyrogenneta, Basilissa, 1097 Kaisarissa (* 2. Dezember 1083, † 1149/54), die große Geschichtsschreiberin. Die Verlobung wurde 1080/81 aufgehoben. Sie heiratete 1097 Nikephoros Bryennios, einen General – der 1096 Konstantinopel erfolgreich gegen die Angriffe des Kreuzfahrers Gottfried von Bouillon verteidigte – Geschichtsschreiber und beachtlichen Staatsmann, der sich dem Wunsch seiner Frau verweigerte, die ihren Bruder, Johannes II. Komnenos, zu seinen Gunsten vom Thron vertreiben wollte. Sie war die älteste Tochter von Kaiser Alexios I. Komnenos (1081–1118) und der Irene Dukaina (* 1066, † 1123/33).
Konstantin war hingegen nie verheiratet, hinterließ daher auch keine Nachkommenschaft.